# حمید بنایی
حمید بنایی نمایندهٔ دورهٔ دهم از حوزهٔ انتخابیهٔ گناباد و بجستان در استان خراسان رضوی تا سال 1399 بود. وی با کسب ۱۹٬۹۰۱ رای از مجموع ۷۲٬۲۶۹ رای ماخوذه معادل ۲۷٫۵۳٪ درصد آرا به مجلس راه پیدا کرد. وی از ناصر علی منصوریان که در رتبه دوم بود، ۷۴۹ رای بیشتر داشت.
حمید بنایی رئیس مجمع نمایندگان مجلس شورای اسلامی استان خراسان رضوی تا سال ۱۳۹۹ بود و برای انتخابات دوره بعد تأیید صلاحیت نشد.